# Ostrowite (gmina Chojnice)
Ostrowite (niem. Osterwick, kaszub. Òstrowité) – wieś sołecka w Polsce położona w województwie pomorskim, w powiecie chojnickim, w gminie Chojnice.
Wieś, w której obrębie ślady osadnictwa sięgają starożytności, lokowano w 1338 jako Ostirwig. Stanowiła ona dawniej centrum zamieszkanej przez ludność niemiecką Kosznajderii. Obecnie Ostrowite jako duża wieś owalnicowa jest ośrodkiem rolniczym.
Odnotowane w źródłach warianty zapisu nazwy wsi to Osterwic, Ostriwig, Ostirwig, Osterwick, Osterwigh, Ostrowig, Osterwig, Osterwyk, Ostwruitz, Ostrowyte, Ostrowithi, Ostrowithe, Ostrovithe, Ostrowite.

## Geografia

### Położenie
Ostrowite są jednym z sołectw gminy Chojnice, położonym w południowo-wschodniej części gminy, około 10 km od centrum Chojnic, w południowo-wschodniej części powiatu chojnickiego, w województwie pomorskim. W latach 1975–1998 miejscowość należała administracyjnie do województwa bydgoskiego.
Sołectwo Ostrowite graniczy z następującymi sołectwami gminy Chojnice: Silno, Granowo, Nowe Ostrowite i Ciechocin. Do momentu wydzielenia z niego sołectwa Nowe Ostrowite, co nastąpiło praktycznie w 1986 i formalnie w 2010, graniczyło także z sołectwami Sławęcin i Lichnowy.
Według podziału fizycznogeograficznego Jerzego Kondrackiego Ostrowite znajduje się w mezoregionie Pojezierze Krajeńskie (314.69), będącym wschodnią częścią Pojezierza Południowopomorskiego (314.6-7), w podprowincji Pojezierza Południowobałtyckie (314-316).
W sołectwie znajdują się trzy przysiółki: Pod Silno na południowym wschodzie, Na Górach na północy i Wybudowania Ostrowickie na północnym zachodzie.

### Geologia
Miejscowość leży na wysoczyźnie morenowej Pojezierza Krajeńskiego, zbudowanej z glin zwałowych, ich zwietrzelin oraz piasków i żwirów lodowcowych. Pod nimi zalegają warstwy pochodzące z górnej kredy (z mastrychtu; ok. 65-70 mln lat temu), oddzielone uskokiem, przechodzącym przez środek wsi. Na głębokości 5000 m p.p.m. znajdują się w niecce pomorskiej sfałdowane utwory, pochodzące z ordowiku i syluru.

### Ukształtowanie powierzchni
Obszar wsi z racji wpływu lądolodu charakteryzuje się dosyć urozmaiconą rzeźbą terenu z obniżeniami wzdłuż cieków wodnych i jezior. Teren obniża się w kierunku wschodnim. Średnia różnica wysokości wynosi ok. 30 metrów, od ok. 130 m n.p.m. w łożyskach cieków we wschodniej części do ok. 160 m n.p.m. w zachodniej i południowo-zachodniej części wsi.

### Gleby
Gleby w południowej części gminy Chojnice, w której leży Ostrowite, to gleby brunatne wyługowane i brunatne wytworzone z glin spiaszczonych oraz piasków gliniastych na glinie. W obniżeniach terenu spotyka się czarne ziemie. Występuje zjawisko erozji gleb na skutek gospodarki rolniczej, w tym wymywanie i przesuszanie gleby na terenach zmeliorowanych. Gleby te są bardzo urodzajne i od czasów średniowiecza w tutejszym krajobrazie dominuje rolnictwo.

### Klimat
Wieś jest położona w pomorskim regionie klimatycznym, który charakteryzuje się dużym wpływem czynników oceanicznych z racji niedalekiej odległości od Morza Bałtyckiego. Wpływa to zwłaszcza na temperaturę powietrza latem i zimą, a także na okres wegetacyjny.
Średnie roczne temperatury wynoszą od +6,5 °C do +7,0 °C. W roku są średnio 123 dni z temperaturą minimalną poniżej 0 °C, 44 dni z temperaturą maksymalną poniżej 0 °C oraz 2 dni z temperaturą maksymalną poniżej –10 °C. Średnio w roku są 22 dni o temperaturze maksymalnej co najmniej +25 °C. Najcieplejszym miesiącem w wieloleciu 1971-2000 był lipiec, w którym temperatura w tym okresie wynosiła średnio +16 °C, natomiast w najzimniejszym miesiącu – styczniu, temperatura średnio nie przekraczała –2 °C.
Roczna suma opadów wynosi 600-650 mm. Największe opady występują w miesiącach letnich i zimowych, a najmniejsze wiosną i jesienią. Przeważają wiatry południowo-zachodnie i zachodnie. Okres wegetacyjny wynosi około 205-210 dni, czyli jest relatywnie krótki.
Na terenie gminy Chojnice, do której należy Ostrowite, nie ma znacznych źródeł zanieczyszczeń powietrza.

### Hydrografia
Ostrowite jest położone w zlewniach Ciechocińskiej Strugi (środkowa i południowa część wsi) i Raciąskiej Strugi. Cieki te płyną w kierunku wschodnim i są dopływem Brdy, która wpada do Wisły. Sieć hydrograficzna wsi jest uboga – niewielkie cieki i rowy, znajdują się głównie w jej wschodniej części.
Wieś, położona we wschodniej części Pojezierza Pomorskiego, charakteryzuje się dużą liczbą małych akwenów. Największy z nich to Jezioro Ostrowite o powierzchni 0,23 km² i obwodzie 2,67 km. W środkowej części jeziora znajduje się wyspa. Jezioro Ostrowite nazywane było dawniej Wald-See, czyli Jezioro Leśne.
Pod wsią zalega Główny Zbiornik Wód Podziemnych nr 128 – zbiornik międzymorenowy Ogorzeliny o głębokości 50 m.

#### Gospodarka wodna
Zgodnie z przyjętą w 2002 koncepcją uporządkowania gospodarki ściekowej w gminie Chojnice, planowano skanalizowanie Ostrowitego, przy czym w kanalizację były już wówczas wyposażone budynki po byłym PGR (czyli dzisiejsza wieś Nowe Ostrowite). Dostęp do kanalizacji miało wówczas 60% wszystkich mieszkańców wsi.
Wodę do wsi dostarcza ujęcie w Lichnowach o wydajności 80 m³/h.

### Przyroda i ochrona środowiska
W strukturze użytkowania powierzchni sołectwa dominują grunty orne. Brak jest natomiast lasów, a także obszarów chronionych. W okresie średniowiecza na terenie Ostrowitego rosły jeszcze lasy dębowe, brzozowe i lipowe. Wskazują na to określenia toponomastyczne przechowane w języku miejscowej ludności aż do lat 30. XX wieku.

## Historia

### Pradzieje
Na stanowisku nad Jeziorem Ostrowitem odkryto osadę wielokulturową z reliktami osadnictwa ludności kultury pomorskiej (ok. VII-III w. p.n.e.) oraz późniejszej kultury wielbarskiej, identyfikowanej często z Gotami, przypadającej na okres wpływów rzymskich (200–250 r. n.e).
Bardzo istotnym znaleziskiem był obrabowany już w starożytności grób książęcy z okresu wpływów rzymskich. Mimo grabieży udało się odnaleźć kilka elementów wyposażenia, jak m.in.: srebrna sprzączka do pasa, srebrne zakończenie pasa, fragmenty szklanego pucharka, fragment miseczki ceramicznej i złota moneta cesarza Witeliusza – jedyna taka odnaleziona dotąd na północ od Dunaju. Zdaniem ekspertów została wybita w 69 roku n.e. W grobie, w drewnianej trumnie kłodowej, znajdowały się szczątki około czteroletniego dziecka.
W 2013 odkryto popielnicę kultury pomorskiej wraz z przepalonymi kośćmi ludzkimi (która zresztą została we wczesnym średniowieczu znaleziona i wyrzucona do jamy wykopanej przez swoich ówczesnych odkrywców). W efekcie w miejscowości są już udokumentowane pochówki wszystkich faz osadniczych, zidentyfikowanych na tym stanowisku.

### Średniowiecze
Na wyspie Jeziora Ostrowitego zidentyfikowano ślady osadnictwa z wczesnego średniowiecza, a archeologowie podwodni znaleźli na dnie jeziora relikty mostu łączącego wyspę z jego wschodnim brzegiem. Wzniesiono go około 1160 roku, a około 1300 roku odbudowano po zniszczeniu. Wyspa zapewne nie była wówczas ufortyfikowana. Nad brzegiem jeziora znaleziono także wczesnośredniowieczne cmentarzysko, użytkowane od drugiej połowy XI wieku do schyłku XIII wieku. W okolicy przyczółka mostu odkryto strukturę, którą archeolodzy ostrożnie interpretują jako pozostałość wczesnośredniowiecznego grodziska. Wskutek wielowiekowej głębokiej orki jego jedynym śladem widocznym na powierzchni jest domieszka glebowa w miejscu domniemanych wałów pozwalająca dostrzec ich zarys na zdjęciach lotniczych. Obiekt ten uwidacznia się także w wynikach pomiarów geomagnetycznych oraz elektrooporowych. W wykopaliskach odkryto dotąd tylko fosę, biegnącą na zewnątrz tej struktury i otaczającą obszar o średnicy około 65 m. Po samym domniemanym wale pozostał pas piaszczystego calca, ale dotąd nie znaleziono śladów jego elementów konstrukcyjnych. Ze względu na nikłość tych pozostałości nie ma pewności co do identyfikacji obiektu i jego datowania.
Również analizy historyczne prowadzą do wniosku, że w momencie lokacji wieś już zapewne istniała i była zamieszkana przez ludność słowiańską, do której tylko dołączyli nowi osadnicy. Wedle zarejestrowanej przez Oskara Kolberga miejscowej legendy na wyspie jeziora miał stać pierwszy kościół, zbudowany przez Mojmira, który chrzest przyjął z rąk przybyłego wraz z Dąbrówką ojca Bochowida. Legenda wspomina także o istnieniu mostu na wyspę.
Ostrowite pojawiło się w zapisach historycznych po raz pierwszy (pod mianem Ostirwig) w momencie swojej lokacji w 1338, gdy w dobrach Zakonu krzyżackiego o tej nazwie komtur tucholski Dietrich von Lichtenhain sprzedał dziedzicznie Niclausowi Sulesdorfowi 84 włóki na prawie chełmińskim, lokując tym samym wieś, na co wystawiono stosowny dokument: 

In gotis namen Amen. Went der louf der czit und das menschliche kunne mit keyner stetikeyt geregir(i)t wirt, sundir vorgeet glich deme vlissenden wasser, dorumme mus man erbar geschefte, uf das sy icht in eynen czwivel gewandelt werden, mit Schriften und geczugnis vorewigen. Dorumme wir bruder Dyterich von Lichtenhayn kompthur czum Tuchol, von vulbort und rate des erwirdigen und geistlichen mannes, brudir Dytherichs von Aldenburg homeistirs des Ordens der brudere des spitals sente Marien des dutzen huses von Jerusalem, und mit ryfem rate unsir metebrudir czum Tuchol, habin willen unsirs ordens guter noch nutze czu breyten, als wir meist mogen. Dorumme so habe wir dem erbarn wysen manne Niclaus Sulesdorf, synen rechten erbin und elichen nochkomelingen, vorkouft LXXXIIII hüben in den gutern Ostirwig czu Colmischem rechte czu beseczen. […]

Dokument ten w dalszym swoim tekście reguluje także wysokość i czas uiszczania opłat wobec Zakonu oraz arcybiskupa gnieźnieńskiego. Zakonowi mieszkańcy płacili po 17 skojców i 2 kury od łana, przy czym 8 łanów sołtysa i 4 proboszcza było wolnych od opłat. Na rzecz arcybiskupa należał się wiardunek od pługa i pół wiardunku od radła. Opisane w nim zostały również służebności mieszkańców wsi na rzecz Zakonu. W akcie dokonano również wytyczenia granic wsi, która sąsiadowała z Silnem, Ciechocinem, Sławęcinem, Lichnowami i Granowem.
W roku 1358 komtur Siegfried von Gerlachsheim potwierdził wyniki pomiarów wsi dokonanych podczas urzędowania swojego poprzednika Konrada Vullekopa. Wykazały one na jej obszarze nadmiarowe 6 łanów i 3 morgi. Komtur darował zatem wsi część tych dodatkowych gruntów a część sprzedał, wyznaczając też za nie opłaty.
W okolicy roku 1400 sołtys miał we wsi 8 i pół wolnego łana, gburzy 72 łany czynszowe, istniały w niej dwie karczmy. Oprócz czynszu po 3 wiardunki za łan wieś płaciła łącznie 2 łaszty i 24 korce owsa leśnego (opłaty za użytkowanie lasu), a karczmy dodatkowo 8 korców. Czynsze za karczmy wynosiły 3 i 5 wiardunków.
W 1408 Heinrich von Schwelborn nadał w zamian za czynsz Hannesowi Sulesdorf i mieszkańcom pobliskie Jezioro Ostrowite, z wyjątkiem wyspy, którą zatrzymał dla Zakonu( podaje rok 1409). Także i w tych wypadkach dokumenty określały należności podatkowe za dołączone tereny.
W roku 1402 powstał istniejący do dziś ceglany gotycki kościół parafialny, który został konsekrowany w 1435. Ostrowite miało wówczas status parafii w dekanacie tucholskim i należało do archidiecezji gnieźnieńskiej.
W 1414 wieś poważnie ucierpiała wskutek rabunku przez oddziały wojskowe. Dokumenty wyliczają szkody w sprzętach kościelnych na 57 grzywien, a we wsi na 308 grzywien.
Ostrowite zostało ponownie spustoszone przez oblegające Chojnice w lipcu i sierpniu 1433 wojska polskie i husyckie, które zdobywały zaopatrzenie w okolicznych wsiach, paląc je po obrabowaniu.
Zniszczenia były tak dotkliwe, że wieś odrodziła się dopiero w wyniku zorganizowanej akcji kolonizacyjnej. Nowi osadnicy zaczęli przybywać w 1435 roku, najprawdopodobniej z okolic Osnabrück (dolnoniem. Ossenbrügge), sprowadzeni zapewne przez proboszcza z Ostrowitego Jana Ossenbrugge. Związek z ich przybyciem mógł mieć także radny, a potem burmistrz z pobliskich Chojnic, Jakub Ossenbrugge. W 1438 we wsi były nadal 72 łany z czynszem 3 wiardunki i 4 korce owsa za każdy, z czego 28 było opustoszałych, oraz dwie karczmy obowiązane do opłat po półtorej grzywny, ale jedna była opustoszała.

### Nowożytność i czasy współczesne
Potomkowie osadników z XV wieku zamieszkiwali Ostrowite i pobliskie wsie, zachowując wiarę katolicką, język dolnoniemiecki i kulturę niemiecką, aż do końca II wojny światowej. W XIX wieku pojawił się określający ich termin Kosznajdrzy, a rejon ich zamieszkania, za którego centrum uważane było Ostrowite, nazywano Kosznajderia.
Po pokoju toruńskim w 1466 wieś znalazła się na terenie Rzeczypospolitej, od 1772 do 1920 najpierw w Królestwie Prus, a potem w Cesarstwie Niemieckim.

#### W Rzeczypospolitej 1466-1772
Ostrowite znalazło się w Rzeczypospolitej w powiecie tucholskim i stanowiło dobra królewskie.
W 1494 król Jan Olbracht, w odpowiedzi na prośbę starosty tucholskiego Mikołaja Kościeleckiego, zezwolił na zastawienie Ostrowitego Janowi Karnkowskiemu z Gnojna, chorążemu bydgoskiemu, i Jaśkowi z Grabi za kwotę 265 florenów węgierskich. 10 lat później, w 1504 starosta tucholski zabezpieczył na wsi zobowiązanie do zwrotu Janowi, synowi Piotra Działyńskiego, w ciągu pięciu lat kwoty 700 florenów węgierskich.
W 1545 wieś miała 80 łanów, w tym 8 należało do sołtysa, 4 do plebana, a 18 było opustoszałych. Czynsz wynosił 30 groszy od łana.
W 1565 wieś obejmowała 78 włók, z czego 8 włók trzymali dwaj sołtysi, 4 należały do kościoła, a na 66 włókach gospodarzyli 22 gburzy. Czynsz nie uległ zmianie i wynosił nadal 30 groszy od włóki, do czego dochodziły świadczenia w naturze.
Lustracja starostwa tucholskiego w 1570 wykazała w Ostrowitem 84 włóki, z czego osiadłych było 80, a 4 należały do proboszcza. Ponadto były 4 ogrody i 2 karczmy. Wieś dzierżawił wtedy Jerzy Żaliński. Spośród włók osiadłych 8 było sołtysich, czynsz wynosił 30 groszy za włóki, na których gospodarowało 24 gburów. W 1570 wieś miała 84 łany, w tym 4 kościelne, 80 łanów z opłatami po 20 groszy, 2 karczmy dziedziczne z opłatami po 20 groszy, 4 zagrody po 2 grosze, 1 rzemieślnika płacącego 6 groszy i jednego płacącego 2 grosze; ponadto czopowe wynosiło 3 razy po 50 groszy.
W 1653, w trakcie wizytacji kościelnej wybuchł w kościele pożar, który strawił większość jego wyposażenia. Przez pewien czas proboszcz mieszkał przy kościele filialnym w Silnie i tam odprawiał msze dla parafian, a pełne odtworzenie świątyni z ołtarzami zajęło około 100 lat. W trakcie odbudowy w pełni murowaną wieżę odtworzono częściowo w konstrukcji drewnianej, krytej gontem.
W 1664 nadal wieś obejmowała 84 włóki, z czego 4 proboszcza i 8 sołtysa oraz dwie wybranieckie. Czynsz wynosił 68 florenów i 26 groszy. Natomiast taryfa poborowa z 1648 przewidywała pobór podwójny, który miał wynieść w sumie 145 florenów za 65 włók osiadłych, 11 pustych, 2 karczmy, kowala i 2 ogrody.
Lustracja województw Prus Królewskich w 1765 wykazała w Ostrowitem włók 84, mórg 20 i 12 prętów gruntu.
Cztery włóki były kościelne, 8 sołeckich i 1 wybraniecka. Gospodarzy było wówczas we wsi 17 oraz 8 gburów, którzy łącznie płacili 1371 złotych czynszu, ponadto cała wieś za kury czynszowe 23 złote i 20 groszy oraz za wgajne (prawo do korzystania z lasu) 173 złote i 15 groszy. Właścicielami włók sołeckich byli Paweł Bross i Józef Berent, którzy wylegitymowali się przywilejem krzyżackim z 1338. Nie płacili oni czynszu, ale opłaty za korzystanie z lasu i pogłówne płacili tak jak gburzy, a ponadto 40 florenów za korzystanie z dróg. Posiadacz włóki wybranieckiej Jakub Chelwich nie przedstawił prawa do tej ziemi, posiadał jednak dokumenty, że płaci w dwóch ratach 26 florenów do regimentu łanowego. Karczmarz we wsi szynkował piwo zamkowe, a do karczmy należały dwie morgi gruntu. Do murowanego kościoła przynależały 4 włóki, stała na nich chałupa, w której bywał szpital. Dokument wymienia ponadto powinności w naturze i służebności ludności wsi.
Od 1643 do 1772 obowiązywał w tym rejonie wilkierz wiejski dla dóbr starostwa tucholskiego, wprowadzony przez starostę Albrychta Stanisława Radziwiłła, który za wyznawanie wiary innej niż katolicyzm karał konfiskatą całego mienia.

#### W Prusach i Rzeszy 1772-1920
W 1791 właścicielem wsi był Lipiński, pisarz grodzki województwa pomorskiego.
W okresie pruskim Ostrowite było w przeważającej większości zamieszkane przez niemieckojęzycznych katolickich Kosznajdrów. Nieliczne były osoby narodowości niemieckiej wyznania protestanckiego i katoliccy Polacy.
W 1867 wieś miała 6757 mórg obszaru, 103 domy zamieszkiwało 905 mieszkańców, z czego katolików było 837, a ewangelików 63. W 1885 mieszkańców było 998.
Spisy ujawniły w 1871 w Ostrowitem 8% protestantów, a w 1895 już tylko 6,4%. W 1895 w Ostrowitem nie mieszkała żadna rodzina żydowska.
W 1905 spis rejestrował osoby mówiące po polsku i było ich wówczas w Ostrowitem nie więcej niż 3,5%.
Okresowo Polacy i Niemcy ze wsi łączyli siły we wspólnych celach, np. w okresie Kulturkampfu, kiedy bronili katolicyzmu. Efektem tego było poparcie udzielone przez mieszkańców wsi polskiemu kandydatowi w wyborach do parlamentu Rzeszy w 1870 roku, kiedy to zorganizowano nawet w Ostrowitem wspólne polsko-kosznajderskie spotkanie przedwyborcze.
Jednak w wyborach w 1881 roku ta współpraca się skończyła: katolicka partia Centrum wystawiła własnego kandydata, kosznajderskiego proboszcza z Chojnic ks. Behrendta, który rywalizował z kandydatem polskim Leonem Czarlińskim i zdobył w Ostrowitem 100% ważnych głosów. W 1890 roku polski kandydat zdobył w Ostrowitem poniżej 10 głosów.

#### W II Rzeczypospolitej 1920-1939
W 1920 tereny te znalazły się znowu w Polsce.
Władze prowadziły na terenie Kosznajderii działania polonizacyjne. W 1930 i kolejnych latach organizowano w kilku wsiach, w tym w Ostrowitem, kursy języka polskiego dla miejscowej ludności. W 1928 państwową posadę listonosza w Ostrowitem dostał Polak, w 1920 wydalony z Prus Wschodnich po aktywnych działaniach na rzecz Polski w trakcie plebiscytu na Warmii, Mazurach i Powiślu.

#### W III Rzeszy 1939-1945
W okresie od 1939 do 1945 Ostrowite, wraz z całymi Prusami Zachodnimi, zostało wcielone do Rzeszy. 1 kwietnia 1944 utworzono Amtsbezirk z siedzibą w Ostrowitem, czyli okręg administracyjny obejmujący wsie Kosznajderii.
W czasie wojny większość mieszkańców przyjęła volkslistę. Także nieliczni zamieszkujący Ostrowite Polacy byli poddani naciskom, by ją przyjąć.
Do wsi skierowano na roboty 10 jeńców wojennych ze Stalagu XX A w Toruniu. Wykonywali oni prace przy uprawie roli. Po wojnie brytyjska prokuratura prowadziła śledztwo w sprawie zbrodni wojennej polegającej na napaści (ang. assault) na dwóch brytyjskich jeńców wojennych, dokonanej w miejscowości o nazwie Osterwick. Dostępne publicznie dane nie pozwalają na definitywne stwierdzenie, czy chodzi tu o Ostrowite.
Pod koniec II wojny światowej znaczna część Kosznajdrów uciekła, zwłaszcza ci, którzy przyjęli I grupę volkslisty.

#### W PRL i III RP od 1945
Od 1945 roku Ostrowite ponownie znalazło się w Polsce. Bezpośrednio po wojnie pozostali Kosznajdrzy, zwłaszcza ci z I grupy volkslisty, zostali przez władze polskie uznani za Niemców i poddani represjom. Więziono ich w Centralnym Obozie Pracy w Potulicach, a ostatecznie wywieziono do Niemiec. Około 1950 roku akcja wywózki została ukończona. Po wojnie w Sądzie Grodzkim w Chojnicach zapadły wyroki rehabilitujące dwie polskie mieszkanki wsi, które także podpisały volkslistę.
Około 1950 w zachodniej części sołectwa stworzono Państwowe Gospodarstwo Rolne, które dla swoich pracowników wybudowało osiedle domów wielorodzinnych. Od centrum wsi dzieliły je 3 kilometry drogi polnej, a odległość drogą utwardzoną wynosiła 8 kilometrów. Powodowało to odrębność PGR od wsi. Konsekwencją tego były starania mieszkańców osiedla o oddzielenie się od niej, co zostało uwieńczone uchwałą Gminnej Rady Narodowej w Chojnicach z 30 czerwca 1986, która podzieliła dotychczasowe sołectwo Ostrowite na dwa: sołectwo Ostrowite i sołectwo funkcjonujące pod nazwą Ostrowite PGR lub PGR Ostrowite. To drugie, po przemianach ustrojowych i utworzeniu na bazie dotychczasowego PGR Zakładu Rolnego Ostrowite, zaczęto nazywać Ostrowite ZR. Jak się okazało, błędy proceduralne spowodowały, że nowe sołectwo formalnie w Krajowym Rejestrze Urzędowego Podziału Terytorialnego Kraju TERYT cały czas miało status osady Ostrowite, a nie odrębnej wsi. W tej sytuacji w 2008 roku Rada Gminy Chojnice wystąpiła do Ministra Spraw Wewnętrznych i Administracji o ustalenie dla oddzielonego sołectwa wybranej przez mieszkańców w głosowaniu nazwy Nowe Ostrowite. Minister dokonał tego zgodnie z wnioskiem, ustalając nazwę od dnia 1 stycznia 2010, kończąc w ten sposób proces rozdzielania sołectw.

## Morfologia i zabytki

### Morfologia wsi
Ostrowite pod względem struktury przestrzennej jest owalnicą. Ze względu na dobrze zachowaną strukturę przestrzenną stanowi zespół ruralistyczny o cennym układzie. W zabudowie wsi dominują domy jednorodzinne, które w dużej części są zabytkowe. Nowa zabudowa w swojej formie nie zawsze jest dostosowana do tej zabytkowej.

### Zabytki
- Najdawniej wpisanym na listę zabytkiem jest zbudowany z cegły i kamienia gotycki kościół parafialny św. Jakuba Apostoła. Powstał on w 1402 i został konsekrowany w 1435[16]. W kościele znajdują się liczne zabytkowe elementy wyposażenia, a wokół niego rozciąga się również zabytkowy cmentarz otoczony murem, z najstarszym zachowanym nagrobkiem z 1862[40].
- Z parafii ocalały w archiwum diecezjalnym w Pelplinie księgi metrykalne: ślubów sięgające (z brakami) XVII w. oraz chrztów i pogrzebów sięgające (również z brakami) XVIII w.[41]
- Zabytkiem budownictwa sakralnego jest także kapliczka przy wyjeździe w stronę Ciechocina[15].
- Rejestr wojewódzki wykazuje w Ostrowitem kilka zabytkowych chat podcieniowych[42]. Dawną metrykę ma także budynek szkolny.
- Gmina opiekuje się czterema domami z pierwszej ćwierci XX wieku przy ulicach Szkolnej i Głównej[15].

## Transport
W granicach sołectwa znajdują się drogi powiatowe łączące Ostrowite z Ciechocinem, Lichnowami i Silnem. Przez wieś nie przebiega natomiast żadna droga krajowa ani wojewódzka. Najbliższa tej kategorii trasa to droga wojewódzka nr 240, do której dojazd jest przez wieś Silno.
Komunikacja publiczna składa się z połączenia z centrum Chojnic za pomocą autobusów komunikacji miejskiej Chojnic (linia nr 6) oraz stacji kolejowej w Silnie, położonej na granicy sołectwa, która w tym miejscu przebiega wzdłuż linii kolejowej 208 Działdowo – Chojnice.

## Instytucje wsi

### Sołtys
Dokument lokacyjny Ostrowitego wprowadzał dziedziczny urząd sołtysa. Pierwszym sołtysem wsi był Niclaus Sulesdorf (od 1338). Późniejsi sołtysi znani z imienia to Hannes Sulesdorf (1408), Rizop (1653), Paweł Bross i Józef Berent (1765), którzy jednocześnie posiadali grunty sołtysa. Również w 1565 byli we wsi dwaj sołtysi.

### Parafia
W Ostrowitem mieści się parafia św. Jakuba Apostoła, należąca do dekanatu Rytelskiego w diecezji pelplińskiej.
Parafię w Ostrowitem utworzono jednocześnie z aktem lokacyjnym w 1338. W 1653 kościół spłonął i do pełnej świetności wrócił dopiero ponad 100 lat późnej, to jednak ponownie poświęcony został w 1695, a wizytacja w tymże roku odnotowała już murowany kościół z trzema ołtarzami.
W 1821 roku parafia Ostrowite została przeniesiona bullą papieża Piusa VII „De salute animarum”, wraz z całym dekanatem tucholskim, do diecezji chełmińskiej.
W okresie pruskim poważną część dochodu parafii stanowiły odsetki od fundacji uczynionych przez parafian. W 1913 roku fundacje te dysponowały majątkiem prawie 19 tysięcy marek, a odsetki dostarczały około 16% budżetu parafii.
Przy parafii działało Bractwo Różańca Św. i Bractwo Trzeźwości (zał. 1858).
Znani z imienia dawni proboszczowie w Ostrowitem to Jan Ossenbrugge (co najmniej od 1418 do 1435), Piotr Boege (1695), Jan Anderson, Maciej Rottermund, Jan Kuklentz (zm. 1742), Wojciech Sadowicz, Marcin Kowalski (zm. 1758), Jakub Szwemiński (1765).

### Edukacja
Szkoła przy parafii istniała co najmniej od 1653, kiedy to został wymieniony w dokumentach nauczyciel Kołaczek. W 1886 miała status szkoły katolickiej. W 2013 szkoła podstawowa nosiła imię Marii Konopnickiej.
W czasach pruskich dalsze wykształcenie mieszkający w Ostrowitem uczniowie mogli pobierać albo w powstałym w 1815 Katolickim Gimnazjum w Chojnicach, albo w biskupim progimnazjum Collegium Marianum w Pelplinie. W tym drugim przypadku mogli skorzystać z pomocy dwóch fundacji pomagających w edukacji osób niezamożnych, choć mieszkańcy Ostrowitego byli na niskich pozycjach w kolejności korzystania z tych środków.
W 2013 roku gimnazjum rejonowe dla Ostrowitego znajdowało się w Silnie.

### Inne instytucje
W 1872 powstało w Ostrowitem Katolickie Towarzystwo Ludowe na Kosznajderię i Okolice, którego celem była publiczna prezentacja i obrona interesów katolickich.
We wsi działa ochotnicza straż pożarna.

## Obraz wsi w kulturze

### „Pomorze” Oskara Kolberga
Oskar Kolberg odnotował legendę dotyczącą wyspy na Jeziorze Ostrowitym, w XIX wieku publikowaną po niemiecku i polsku.
Wedle legendy, na wyspie w czasach Mieszka I osiedliła się pierwsza w okolicy grupka chrześcijan pod przywództwem Mojmira, który odbierał wraz z samym Mieszkiem chrzest z rąk ojca Bochowida, przybyłego z Dąbrówką z Czech. Na wyspie powstał niewielki kościółek i domy osadników. Budzili oni jednak niechęć okolicznych pogan, których przywódcą był Spitogniew. Po napaści z ich strony mieszkańcy wyspy zniszczyli drewniany most prowadzący na brzeg, a w jego miejsce wybudowali znajdujący się pod wodą most skórzany. Ukryte w mule przy brzegu liny pozwalały wtajemniczonym osobom podnieść go tuż pod powierzchnię i przeprawić się między wyspą a lądem. To zapewniło chrześcijanom bezpieczeństwo, bo nadprzyrodzonym sposobem woda w jeziorze stawała się tak rzadka, że łodzie i pływacy tonęli w niej, gdy próbowali dotrzeć na wyspę we wrogich zamiarach. Te zjawiska powodowały pojawianie się w pogańskich szeregach zwątpienia i początków wiary w Jezusa. Napełniało to Spitogniewa wściekłością, ale do czasu był bezradny. Jednak syn Mojmira i córka Spitogniewa zapałali do siebie miłością. Gdy Spitogniew to odkrył, prośbami i groźbami zmusił ją do wydobycia podstępem od ukochanego tajemnicy mostu. Ten zdradził ją mimo ostrzeżeń i złych przeczuć. Następnej nocy poganie przeszli przez most, napadli i wymordowali wszystkich chrześcijan bez litości, domy i kościół spalili a jego dzwony wrzucili do jeziora. Córka Spitogniewa, której ojciec obiecał oszczędzić umiłowanego, utopiła się w jeziorze, a ono samo straciło swoje magiczne właściwości.
Wersja polska tej opowieści ukazała się w 1871 w czasopiśmie „Pielgrzym” w czterech odcinkach. Tymczasem jej niemieckojęzyczny pierwowzór z 1836, choć zawierał analogiczne wątki osiedla pierwszych chrześcijan, jeziora o cudownie lekkiej wodzie i skórzanego mostu, to był pozbawiony wątku miłosnego, konfliktu Spitogniewa z Mojmirem i odniesień do chrystianizacji Polski. Skórzany most zostaje odkryty nie wskutek podstępu, tylko przypadkiem: poganie zamieszkujący brzegi jeziora zauważają krowę, która brodząc przy brzegu wyspy weszła na most i idzie nim w kierunku lądu. Ciąg dalszy jest analogiczny: chrześcijanie zostają wymordowani a ich domy i kościół zniszczone, dzwony utopione w jeziorze, którego woda traci magiczne cechy. Wedle baśni, głos dzwonów dochodzi z głębi jeziora na Boże Narodzenie, Wielkanoc i Zielone Świątki.

### „Psie lata” Güntera Grassa
W trzecim tomie „Psie lata” trylogii gdańskiej Güntera Grassa ważną postacią jest Tulla Pokriefke, córka Erny i Augusta, którzy wyemigrowali z Ostrowitego do Langfuhr (dziś Wrzeszcz, dzielnica Gdańska). Jej kuzyn Harry Liebenau pisze w liście do niej:

Ty dostałaś na chrzcie imię Urszula, ale od początku wołali na ciebie Tulla. Imię to wywodzi się prawdopodobnie od kośniewiackiego wodnika, Thuli, który miał swoją siedzibę w Jeziorze Ostrowickim i bywał różnie pisany: Duller, Tolle, Tullacz, Thula albo Dul, Tul, Thul. Mieszkając jeszcze w Ostrowitem Pokriefkowie dzierżawili moczary nie opodal jeziora, przy szosie do Chojnic. Od połowy czternastego wieku aż do urodzenia Tulli w tysiąc dziewięćset dwudziestym siódmym Ostrowite było pisane następująco: Ostirwig, Ostirwich, Osterwig, Osterwyk, Ostrowit, Ostrowite, Osterwieck, Ostrowitte,
Ostrów, Kośniewiacy mówili Ołsztrchołwite. Polski źródłosłów nazwy Ostrowite, słowo „ostrów”, oznacza wyspę na rzece lub jeziorze; bo pierwotnie, czyli w czternastym wieku, wieś Ostrowite znajdowała się na wyspie pośrodku Jeziora Ostrowickiego. Olchy i brzozy okalały jego rybne wody. Prócz karpi i karasi, płoci i nieodzownego szczupaka jezioro kryło w sobie cielę z czerwoną plamką na czole, które koło świętego Jana przemawiało ludzkim głosem, legendarny most skórzany, dwa wory żółtego złota z czasów husyckich najazdów i kapryśnego wodnika: Thulę Dullera Tula.

## Osoby związane ze wsią
- Augustyn Eckmann (ur. 1941) – urodzony tutaj duchowny katolicki, znawca antyku, profesor zwyczajny KUL[51]
- Ottokar Gräbner (1904-1972) – urodzony w Ostrowitem niemiecki malarz, grafik i rzeźbiarz[52]
- Alfons Schletz (1911-1981) – urodzony w Ostrowitem duchowny katolicki, misjonarz św. Wincentego a Paulo, historyk Kościoła
- Alfons Niklas – sportowiec, polski olimpijczyk[53]